# Storvika
Storvika est un hameau du comté de Nordland, en Norvège.

## Géographie
Administrativement, Storvika fait partie de la kommune de Gildeskål. L'agriculture et un peu de pêche sont pratiquées dans le hameau.